# AM 2026-424
AM 2026-424 est une paire de galaxies particulières en interaction, relativement éloignée et située dans la constellation du Microscope. Sa vitesse par rapport au fond diffus cosmologique est de 15 388 ± 47 km/s, ce qui correspond à une distance de Hubble de 227,0 ± 15,9 Mpc (∼740 millions d'al).
Notes : Les valeurs présentes dans l'encadré ci-contre à droite correspondent à celles pour la paire en elle-même.

## Une paire de galaxies
AM 2026-424 se compose d'une paire de galaxies en interaction gravitationnelle. La galaxie du côté ouest est assignée à PGC 64801 et celle du côté est à PGC 64805. La classification morphologique de chacune des deux galaxies est difficile à établir du fait de leurs déformations. La majorité des sources consultées sont en accords sur la classification de PGC 64801 comme étant une galaxie spirale (du moins à l'origine, avant la collision). Il existe cependant peu de données disponibles à ce propos pour PGC 64805. Selon le professeur Seligman, cette dernière pourrait être une galaxie lenticulaire barrée.

### Galaxies en interaction
Les deux galaxies présentent une structure fortement perturbée du fait de leur collision. Leur morphologie chaotique dessine une image étonnante, formant une tête avec deux grands yeux jaunes. Ces « yeux » correspondent en réalité au bulbe central de chacune des deux galaxies. La tête, elle, est dessinée par les vestiges des bras spiraux, aujourd'hui disloqués et associés à une intense vague de formation d'étoiles. Les deux galaxies devraient à long terme finir de fusionner d'ici quelques milliards d’années.